# Aurehøj Gymnasium
Aurehøj Gymnasium (Tidligere Aurehøj Amtsgymnasium og Aurehøj Statsgymnasium) er et gymnasium, der ligger i Gentofte, nord for København. Gymnasiet er kendt for sit alsidige musikliv.

## Historie
Skolen opstod som en privat pigeskole, Ingeborg Helms' Skole, i 1906. Et godt ry gjorde, at skolen hurtigt fik flere elever, og allerede i 1908 åbnede skolen sit eget skolehus på Gersonsvej i Hellerup, tegnet af arkitekt Christen Larsen (siden overtaget af Gunnar Jørgensens Skole og nedrevet). I 1919 blev skolen imidlertid statsskole og skiftede navn til Aurehøj, efter en nærliggende høj.
I 1944 tvang den trange plads dog skolen til at flytte til dens nuværende placering i Gentofte. Den tidligere Gentofte Skole, opført 1904-06 af Andreas Thejll og udvidet 1919, blev overtaget til formålet, og anlægget blev i tiden 1941-44 udbygget. I 1986 overtog Københavns Amt gymnasiet, men gymnasiereformen af 2004 betyder, at skolen er blevet selvejende.
Skolens tidligere rektor, Marianne Zibrandtsen, er bl.a. kendt for sit arbejde i Gymnasieskolernes Rektorforening, hvor hun bl.a. markerede sig i forbindelse med gymnasiereformen af 2004. I forbindelse med Venstre-regeringens nedskæringer på gymnasieområdet i 2015-16 trådte Aurehøjs Elevråd i karakter. Skolens elever nedlagde undervisningen flere gange i protest mod regeringens sparelinje.